# André Renard (syndicaliste)
Pour les articles homonymes, voir André Renard et Renard (homonymie).
André Renard (Valenciennes, le 21 mai 1911 - Seraing 20 juillet 1962) est un syndicaliste, résistant belge et militant wallon.

## Biographie
André Renard est né à Valenciennes (France) en 1911 de parents modestes et originaires de Seraing.
Il fait ses études secondaires en France. Il poursuit ses études en Belgique à l'école industrielle supérieure et à l'Université de Liège.
En 1932, André Renard débute comme ouvrier chez Cockerill à Liège puis est promu contremaître. Il contribue à y fonder les premiers noyaux syndicaux en s’opposant vivement au système « Bedault », un système d’organisation du travail qui porte fortement préjudice aux ouvriers. Cette opposition lui vaudra son renvoi immédiat. En 1936, il se joint aux grèves des congés payés et de la semaine des 40h. André Renard s’engage également dans des actions syndicales dont il exige l’indépendance face aux partis politiques.
Quand éclate la guerre civile en Espagne contre le coup d’état fasciste du général Franco, Renard effectue des missions syndicales en Espagne. Contrairement à ce que le journal La Wallonie a pu écrire, il n’a jamais fait partie des Brigades internationales. En 1937, il s’engage au sein du comité exécutif de la Fédération syndicale des Métallurgistes de Liège et publie plusieurs articles dans la revue le Cri des jeunes, dans lequel il fait valoir ses positions de militantisme antifasciste.
Pendant la Seconde Guerre mondiale, il est mobilisé dans l'armée belge et participe à la campagne des dix-huit jours en mai 1940. Fait prisonnier, il reste en Allemagne jusqu’en 1942, année où il est libéré et rapatrié en Wallonie pour des raisons médicales. Très vite, il s’engage dans la Résistance pour lutter contre les déportations, en essayant de réduire la production et de détruire l’outil. Cela ne l’empêche pas de continuer son engagement auprès des travailleurs au travers de la presse clandestine et du Service Socrate en 1943. En 1945, il prend une part prépondérante à la constitution de l'organisation syndicale Fédération Générale du Travail de Belgique (FGTB). Il sera ainsi une des grandes figures du Mouvement syndical unifié.
De 1945 à 1960, il assume de nombreuses responsabilités : président de la régionale FGTB Liège-Huy-Waremme, président de la Fédération des métallurgistes du bassin de Liège, directeur général et rédacteur en chef du journal La Wallonie, président de la Fédération liégeoise des mutualités et régent à la Banque nationale de Belgique (BNB).
En 1950, lors de la question royale portant sur le retour de Léopold III, André Renard défend le mouvement ouvrier et prône une action fédéraliste devant le Congrès national. En 1960, lors du vote de la Loi unique et de la grande grève, il est la figure de proue des syndicalistes wallons et devient président du Comité de Coordination des Régionales FGTB de Wallonie durant les cinq semaines de la grève. Il se rend compte assez vite que ce n’est pas par l’action syndicale qu’il pourra voir la Belgique basculer vers un État fédéral et non plus unitaire. Il décide dès lors de démissionner et fonde le Mouvement Populaire Wallon (MPW) en 1961 jusqu’à sa mort prématurée.
Il meurt à Seraing en 1962 d’une hémorragie interne du cerveau.  Le MPW lui survit cependant et contribuera grandement à unir les forces wallonnes et à éveiller une conscience mobilisatrice, perpétuant ainsi dignement la mémoire de son fondateur.

## Syndicalisme unique
Au lendemain de la guerre, un groupe de syndicalistes dont André Renard fait partie vont rédiger un manifeste dans lequel ils prônent un rassemblement de toutes les forces syndicales en un syndicat unique. Malheureusement ce projet fut un échec. Néanmoins, André Renard réussi à former une unité syndicale à Liège, et crée la F.G.T.B auquel se relient plusieurs syndicats, notamment le SGUSP, la CGTB, les CLS et le MSU lors du congrès de fusion du 28 et 29 avril 1945.
C’est également en 1945 que Renard prend position face à la Question royale, contre le retour de Léopold III. Il dit « Politiquement et patriotiquement, Léopold III est condamné ; socialement, il est sans intérêt ». De plus, il se plaint du fait que cette affaire coûte cher à la classe ouvrière et qu’elle détourne l’attention politique du réel problème social : « Le retour de Léopold III ne doit pas permettre au patronat d’éviter de tenir promesse » dit-il. Ainsi, il fera partie des grandes figures lors de la grève de juillet 1950. Plus tard dans le mois, il proclame une Wallonie autonome et prône la formation d’un gouvernement wallon provisoire, initiative clandestine et révolutionnaire à l’époque.

## Fédéralisme et réforme de structure
À partir de 1950, tout en présidant aux côtés du Flamand Louis Major au sein de la FGTB, André Renard se lance dans une bataille pour des réformes structurelles de l’État, qui selon lui fonctionne très mal tant sur le plan financier, en matière d’investissement, que sur le plan de son intégration au sein du Marché commun. Ce programme qu’il propose va être la naissance de tensions entre les syndicalistes wallons et flamands. Il se rend compte que les Wallons sont en minorité au niveau démographique national, mais largement majoritaires sur la scène du syndicalisme. Il souhaite ainsi fédéraliser la FGTB, chose à laquelle les Flamands n’adhèrent point. À cette même époque, André Renard est rédacteur du journal La Wallonie, dans lequel on voit au travers des années 1950-1960, émerger son intérêt pour le fédéralisme belge.

## Prise de conscience wallonne

### La grève générale de l'hiver 1960-1961
Le 4 novembre 1961, le gouvernement Gaston Eyskens publie le projet de loi « d’expansion économique, de progrès social et de redressement financier », dite la Loi unique. Après la question royale qui est venue détourner l’attention des gouvernements, cette loi vient déclencher une tension sociale énorme. Le taux du chômage qui augmente, l’ouverture des frontières, la crise charbonnière, etc. commence à inquiéter les travailleurs et syndicats, à tel point que cela déclenche la grève contre les fermetures en février 1959. La classe ouvrière est sur la défensive.
C’est pendant l’hiver de 1960-1961 que la grève générale est déclenchée.  Le 14 décembre 1960, la Wallonie est témoin de manifestations renversantes. En réaction à cette Loi unique, l’industrie publique mais également l’industrie privée partent en grève, grève qui finit par se généraliser y compris en Flandre. Elle paralysera le secteur de l’industrie pendant 5 semaines et aura mobilisé plus de 400 000 grévistes. André Renard sera une des figures centrales lors de cette grève, revendiquant le retrait de la Loi unique et de réformes structurelles de l’état pour un fédéralisme belge.

### Le Mouvement Populaire Wallon
En mars 1961, André Renard décide de quitter ses fonctions au sein de la FGTB. Il démissionne et crée alors le Mouvement Populaire Wallon (MPW), qui n’est ni un parti politique, ni un syndicat, mais bien un « groupe de pression » extérieur qui revendique le fédéralisme et la réforme de structure qui permettra de remédier aux problèmes sociaux et économiques de la Wallonie.

## Le renardisme
On a généralement désigné les vues, les pratiques de Renard, subordonnant la lutte wallonne à l'action syndicale comme relevant d'une vision plus globale de la société, qu'on pourrait considérer comme une forme spécifique de socialisme ou de syndicalisme et qui se désigne sous le nom de renardisme.

## Distinction
- Commandeur du Mérite wallon (C.M.W.) (promotion historique, à titre posthume[14])